# John Cage

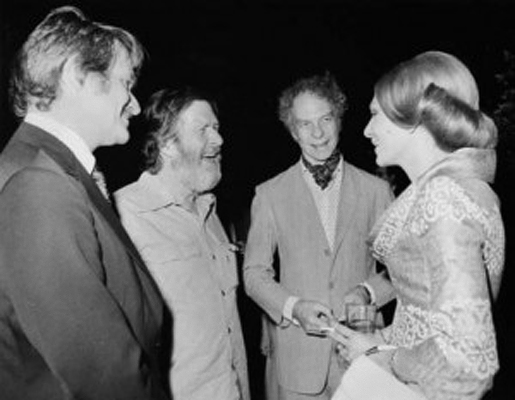
John Cage och Merce Cunningham träffar Farah Diba 1972.

John Cage, född 5 september 1912 i Los Angeles i Kalifornien, död 12 augusti 1992 i New York i New York, var en amerikansk kompositör och ljudkonstnär.

## Biografi
I början av 1930-talet hoppade han av sin utbildning på Pomona College och reste till Europa. Han hade planer på att bli författare men ändrade sig ganska snart. Några år senare studerade han för bland andra Arnold Schönberg och hans första verk var också ett atonalt stycke. 1938 startade han en slagverksensemble och började experimentera med elektronisk apparatur. I slutet av 1930-talet tillkom hans första stycken för preparerat piano där han placerar olika föremål på strängarna i flygeln för att skapa slagverksliknande effekter.
Under 1930- och 1940-talet komponerade han flera stycken för olika dansgrupper, bland annat för Merce Cunningham som också blev en långvarig kärlekspartner. Han blev också starkt influerad av österländsk filosofi och Zen i synnerhet. Ur dessa tankar kring Zen skapade Cage olika system för att skapa musik genom bland annat slump och för att på så sätt eliminera konstnärlig inspiration och kreativa val ur sina kompositioner. 1950 träffade John Cage vid ett tillfälle Morton Feldman som presenterade honom för Christian Wolff, Earle Brown och David Tudor, vilka tillsammans kom att utgöra New York-skolan, en tongivande grupp inom den nutida konstmusiken de påföljande decennierna.
För en bredare publik är han nog mest känd för sin "tysta" komposition, 4,33, första gången framförd av pianisten David Tudor. Stycket går ut på att musikern/musikerna sitter beredd(a) att börja spela under en bestämd tidsrymd utan att slå an en enda ton. På detta sätt fokuserar Cage på de ljud som alltid finns runt omkring oss. Hans betydelse för den avantgardistiska konsten under främst 1940-, 1950-, och 1960-talet går inte att överskatta[källa behövs]. Han citeras fortfarande flitigt och hans verk, föreläsningar och böcker är fortfarande en inspirationskälla för många kompositörer och konstnärer.
För scenen skrev Cage flera verk, bland annat serien om fem operor, Europeras, 1987-91.

## Svenska översättningar
- Om ingenting (texter valda och översatta av Torsten Ekbom och Leif Nylén) (Bonnier, 1966)
- "Allvarligt talat komma". I tidskriften Artes, 1991 (17:1), s. 26-29